# 烏壘
烏壘，西域城名:137。视为西域三十六国之一。在今新疆维吾尔自治区轮台县以东策达雅乡南部。
汉攻大宛之战，李廣利灭轮台国。后有乌垒。有城都尉、译长各一人，一百一十户，一千二百口，胜兵三百人。往南三百三十里至渠犁。汉宣帝在神爵二年（前60年），设立西域都护府，以郑吉为都护，都护府的驻地就在乌垒。

## “烏壘”一名
当代研究者钱伯泉认为，乌垒与轮台（轮台国）为同地异名，宜读其合音，即“乌轮（垒）台”。进一步推测，乌轮（垒）台为匈奴语“urumtai”，即突厥语的胡䘵屋阙，本意为“好地方”。或译为阿勒塔齐，即乌鲁木齐。研究者薛宗正则指，轮台本义为塞语“上游之国、农业之国”:137。同时亦指，“轮台”一名历经演变、转音为乌鲁木齐:145。